# Ihor Rajnin

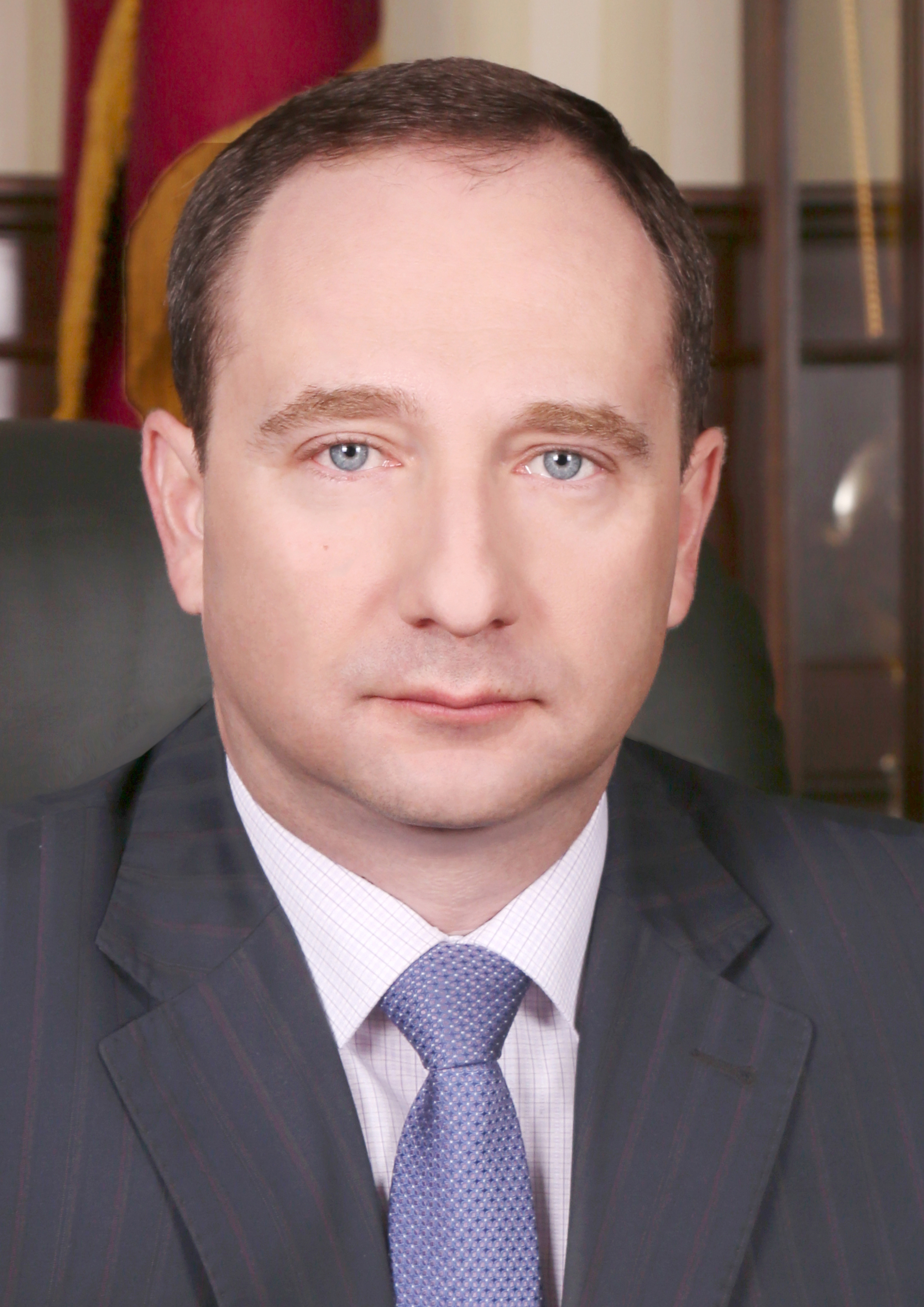
Ihor Rajnin, 2015

Ihor Lwowytsch Rajnin (ukrainisch Ігор Львович Райнін; * 6. August 1973 in Charkiw, Ukrainische SSR) ist ein ukrainischer Politiker. Von September 2016 bis Mai 2019 war er der Leiter der Präsidialverwaltung der Ukraine.

## Leben
Ihor Rajnin schloss 1997 die Nationale Mykola-Schukowskyj-Universität für Luft- und Raumfahrt als Ingenieur ab. Anschließend besuchte er die Charkiwer Abteilung der Nationalen Akademie für öffentliche Verwaltung, die er im Jahr 2000 mit einem Master-Abschluss und als Kandidat der Wissenschaften in Öffentlicher Verwaltung abschloss. Im Anschluss war er in führenden Positionen in der Öffentlichen Verwaltung in der Ukraine tätig.
Rajnin war von April bis November 2014 Erster stellvertretender Vorsitzender der staatlichen Regionalverwaltung von Charkiw und von November 2014 bis Februar 2015 stellvertretender Leiter der Präsidialverwaltung der Ukraine. Zwischen Februar 2015 und August 2016 leitete er die staatlichen Regionalverwaltung von Charkiw. Am 29. August 2016 wurde Rajnin per Dekret des Präsidenten der Ukraine Petro Poroschenko in Nachfolge von Borys Loschkin zum Leiter der Präsidialverwaltung der Ukraine und Mitglied des Nationalen Sicherheits- und Verteidigungsrat der Ukraine ernannt.
Am 1. November 2018 wurde Rajnin von der Regierung Russlands als Reaktion auf die Strafmaßnahmen der Ukraine sanktioniert.
Am 27. November 2019 wurde Rajnin zum Vorsitzenden der regionalen Vertretung der Oppositionsplattform – Für das Leben in Charkiw ernannt.